# Samuel M. Clark
Samuel Mercer Clark (* 11. Oktober 1842 bei Keosauqua, Iowa; † 11. August 1900 in Keokuk, Iowa) war ein US-amerikanischer Politiker. Zwischen 1895 und 1899 vertrat er den Bundesstaat Iowa im US-Repräsentantenhaus.

## Werdegang
Samuel Clark besuchte die öffentlichen Schulen seiner Heimat und das Des Moines Valley College in West Point (Iowa). Nach einem anschließenden Jurastudium wurde er 1864 als Rechtsanwalt zugelassen. Er hat aber kaum in diesem Beruf gearbeitet. Stattdessen wurde er journalistisch tätig. 31 Jahre lang war er Herausgeber der Zeitung Keokuk Daily Gate City.
Clark war Mitglied der Republikanischen Partei. In den Jahren 1872, 1876 und 1880 nahm er als Delegierter an den Republican National Conventions teil, auf denen Ulysses S. Grant, Rutherford B. Hayes und James A. Garfield als Präsidentschaftskandidaten nominiert wurden. Im Jahr 1889 war Clark auf der Weltausstellung in Paris Bildungsbeauftragter (Commissioner of Education) der amerikanischen Delegation. Von 1879 bis 1885 war er als Posthalter in Keokuk tätig. In dieser Stadt gehörte er zudem zwischen 1879 und 1894 dem Bildungsausschuss an. Ab 1882 war er Vorsitzender dieses Gremiums.
1894 wurde Clark im ersten Wahlbezirk von Iowa in das US-Repräsentantenhaus in Washington, D.C. gewählt, wo er am 4. März 1895 die Nachfolge von John H. Gear antrat. Nach einer Wiederwahl im Jahr 1896 konnte er bis zum 3. März 1899 zwei Legislaturperioden im Kongress absolvieren. In diese Zeit fielen der Spanisch-Amerikanische Krieg und der Anschluss des ehemaligen Königreiches Hawaii an die Vereinigten Staaten. Im Jahr 1898 verzichtete Clark auf eine erneute Kandidatur. Er widmete sich wieder seiner Zeitung und starb im August 1900 in Keokuk.